# Жустен Кленшан
Жустен Кленшан (24 грудня 1820, Тіакур-Реньєвіль — 20 березня 1881) — генерал французької армії XIX століття.

## Біографія
Жорж Кліншан вступив до армії після закінчення Сен-Сірської військової школи у 1841 році.
З 1847 по 1852 рік Кліншан брав участь в Алжирських кампаніях, а в 1854 і 1855 роках - у Криму. Під час штурму Малахова (8 вересня 1855 р.) він особливо відзначився на чолі батальйону. Під час кампанії 1859 року він отримав звання підполковника, а полковником служив під час французької інтервенції в Мексиці. У 1866 році його було зроблено бригадним генералом.
У 1871 році Кленшан командував 5-м армійським корпусом Версальської армії, що діяв проти Комуни. У 1879 році він був призначений військовим губернатором Парижа. Він займав цю посаду, коли помер у 1881 році. 

## Нагороди
- Орден Почесного легіону:
  - кавалер (27.12.1854)
  - офіцер (14.09.1855)
  - командор (05.11.1864)
  - великий офіцер (03.02.1875).
- Медаль Італійської кампанії 1859
- Пам'ятна медаль Мексиканської експедиції
- Великий хрест Королівського ордена Леопольда (Бельгія) (1878)
- Медаль за Кримську війну (Велика Британія)
- Медаль «За військову доблесть» (Сардинія)
- Орден Леопольда (Австрія)
- Орден Меча (Швеція)